# Liste der Kulturdenkmale in Kleinfriesen

Lage des Ortsteils Kleinfriesen in Plauen

In der Liste der Kulturdenkmale in Kleinfriesen sind die Kulturdenkmale des Plauener Ortsteils Kleinfriesen verzeichnet, die bis August 2019 vom Landesamt für Denkmalpflege Sachsen erfasst wurden (ohne archäologische Kulturdenkmale). Die Anmerkungen sind zu beachten.
Diese Aufzählung ist eine Teilmenge der Liste der Kulturdenkmale in Plauen.

## Liste der Kulturdenkmale in Kleinfriesen
| Bild | Bezeichnung                                                  | Lage                            | Datierung                                            | Beschreibung | ID       |
| ---- | ------------------------------------------------------------ | ------------------------------- | ---------------------------------------------------- | --- | -------- |
|      | Eisenbahnviadukt Kleinfriesen                                | (Flurstück 132/28) (Karte)      | 1919–1921                                            | Das Eisenbahnviadukt Kleinfriesen ist ein Denkmal der Technik und der Verkehrsgeschichte. Sie ist Bestandteil der Bahnstrecke Lottengrün–Plauen (6669, sä. LPC). Die fünfjochige Steinbogenbrücke prägt die Landschaft nahe der Rangmühle mit; sie ist mit Naturstein verkleidet und hat die Maße 120,96/15/4,5; an der Brücke ein Schild mit der Inschrift: „Erbaut/1920-1921/Robert Berndt Söhne/Dresden“. | 09246985 |
|      | Friesenbachtalbrücke: Autobahnbrücke über das Friesenbachtal | (Flurstück 181) (Karte)         | Um 1935                                              | Verkehrsgeschichtliche und baugeschichtliche Bedeutung, landschaftsprägend. Die siebenjochige Steinbogenbrücke ist 200 Meter lang und 16 Meter hoch. Die Brücke wurde mit Theumaer Schiefer verkleidet und dient mit neuer Betonauflage heute als Autobahnbrücke über den Friesenbach. | 09246982 |
|      | Taubenhaus im Hof der Rangmühle                              | Falkensteiner Straße 19 (Karte) | 1. Hälfte 20. Jahrhundert                            | Das große, vier- bis fünf Meter hohe Taubenhaus auf Holzpfosten im Hof der Rangmühle ist durch den Aufwand seiner Gestaltung ein heimatkundliches Zeugnis von Seltenheitswert. Nachgebildet wird eine Pagode. | 09246984 |
|      | Ehemalige Schmiede mit Wohnhaus, Scheune und Hofpflasterung  | Falkensteiner Straße 45 (Karte) | 1. Hälfte 19. Jahrhundert (Schmiede); 1892 (Scheune) | Technikhistorisch bedeutsames Bauensemble. Das Wohnhaus ist ein eingeschossiger verputzter Bruchsteinbau mit flachgeneigtem Satteldach und Graupelputz mit Putzfaschen. Die Fenstergewände sind mit einer Hohlkehle versehen. Die Einfassung der Fenster erfolgte durch Ziegel die verputzt wurden. Auf dem Dach befindet sich eine Wetterfahne die mit der Inschrift „KS“ sowie einer Darstellung von Schmied und Amboss verziert ist. Erhalten ist zudem ein Schauer für den Beschlag der Pferde. Die Fenster und die Dachdeckung sind nicht mehr original und wurden verändert. Die Scheune (Baujahr 1890) ist ein eingeschossiger Massivbau mit Drempel und flachgeneigtem Satteldach sowie einem großen Holztor. Es ist keine technische Ausstattung mehr erhalten. Die Hofpflasterung besteht aus großen Granitsteinen. | 09246983 |

## Tabellenlegende
- Bild: Bild des Kulturdenkmals, ggf. zusätzlich mit einem Link zu weiteren Fotos des Kulturdenkmals im Medienarchiv Wikimedia Commons. Wenn man auf das Kamerasymbol klickt, können Fotos zu Kulturdenkmalen aus dieser Liste hochgeladen werden:
- Bezeichnung: Denkmalgeschützte Objekte und ggf. Bauwerksname des Kulturdenkmals
- Lage: Straßenname und Hausnummer oder Flurstücknummer des Kulturdenkmals. Die Grundsortierung der Liste erfolgt nach dieser Adresse. Der Link (Karte) führt zu verschiedenen Kartendiensten mit der Position des Kulturdenkmals. Fehlt dieser Link, wurden die Koordinaten noch nicht eingetragen. Sind diese bekannt, können sie über ein Tool mit einer Kartenansicht einfach nachgetragen werden. In dieser Kartenansicht sind Kulturdenkmale ohne Koordinaten mit einem roten bzw. orangen Marker dargestellt und können durch Verschieben auf die richtige Position in der Karte mit Koordinaten versehen werden. Kulturdenkmale ohne Bild sind an einem blauen bzw. roten Marker erkennbar.
- Datierung: Baubeginn, Fertigstellung, Datum der Erstnennung oder grobe zeitliche Einordnung entsprechend des Eintrags in der sächsischen Denkmaldatenbank
- Beschreibung: Kurzcharakteristik des Kulturdenkmals entsprechend des Eintrags in der sächsischen Denkmaldatenbank, ggf. ergänzt durch die dort nur selten veröffentlichten Erfassungstexte oder zusätzliche Informationen
- ID: Vom Landesamt für Denkmalpflege Sachsen vergebene, das Kulturdenkmal eindeutig identifizierende Objekt-Nummer. Der Link führt zum PDF-Denkmaldokument des Landesamtes für Denkmalpflege Sachsen. Bei ehemaligen Kulturdenkmalen können die Objektnummern unbekannt sein und deshalb fehlen bzw. die Links von aus der Datenbank entfernten Objektnummern ins Leere führen. Ein ggf. vorhandenes Icon  führt zu den Angaben des Kulturdenkmals bei Wikidata.